# Bizet (race ovine)
Pour les articles homonymes, voir Bizet (homonymie).
La bizet est une race ovine originaire du Massif central. Elle est très reconnaissable avec ses poils noirs à l'exception d'une bande blanche sur la tête, du museau aux cornes. Sa laine est blanche, si bien qu'elle est toute noire après la tonte, et blanche à tête et pattes noires avec sa laine. L'agneau naît tout noir, la bande blanche apparaissant plus tard. C'est une race rustique adaptée à sa région d'origine où elle est élevée pour la production d'agneaux de boucherie. Elle y valorise les terres pauvres impropres à l'élevage bovin. Ses effectifs sont limités, autour de huit mille têtes dans les années 2000. 
Le plus gros troupeau (près de 3 500 bêtes) en a longtemps été maintenu en liberté sur l'île longue, une île de l'archipel des Kerguelen faisant 35 km2. Le troupeau avait été exporté sur ces îles par une poignée d’agriculteurs originaires du Cantal dont Pierre et Firmin Amarger, agriculteurs à Broussade sur la commune de Saint-George, dans les années 1950.

## Origine
La bizet, de la même façon que les autres races du Massif central qui lui sont fortement apparentées comme la limousine, la noire du Velay et la rava, pourrait avoir des origines celtes. Cette thèse est notamment soutenue par André Sanson, zootechnicien de renom du XIXe siècle, qui observe que des moutons similaires sont visibles dans l'ensemble des pays traversés par les Celtes, de la Russie à la Grande-Bretagne en passant par l'Espagne et la Bohême. Son berceau se situe à la limite entre le Cantal et la Haute-Loire. Entre 1830 et 1900, les éleveurs cherchent à améliorer la conformation des agneaux en pratiquant des croisements avec des races anglaises comme le southdown ou le dishley Leicester. Toutefois, cette politique de croisements se révèle être un échec, car les animaux qui en sont issus sont mal adaptés au milieu difficile dans lequel évolue la bizet.
En 1905, Tallavignes, inspecteur général de l’agriculture, cherche à épurer la race qui a vu son type modifié par ses croisements. Ainsi, lors d'un congrès à Massiac, un groupe d'éleveurs établit un standard officiel pour la race. Ces efforts pour sélectionner la race seront confirmés en 1945 avec la création du livre généalogique de la race. En ce début de XXe siècle, la race est à son apogée, et compte environ 330 000 têtes avant la guerre, et 250 000 en 1929. Par la suite les effectifs décroissent petit à petit, et on ne compte plus que 90 000 brebis en 1963. Les éleveurs mettent tout de même en place un schéma de sélection, et en 1976 est créé un centre d'élevage pour les béliers destinés à la reproduction. En 1984, du fait de la forte diminution du nombre d'animaux inscrits au contrôle de performance, l'UPRA lance une campagne de prospection pour retrouver des animaux de race pure. Cela permet de faire réaugmenter les effectifs, réaugmentation confirmée après l'apparition de mesures agrienvironnementales visant à préserver la race et rémunérant ses derniers éleveurs. Le recensement agricole de l'année 2000 n'en a relevé plus que 9 800.

## Description

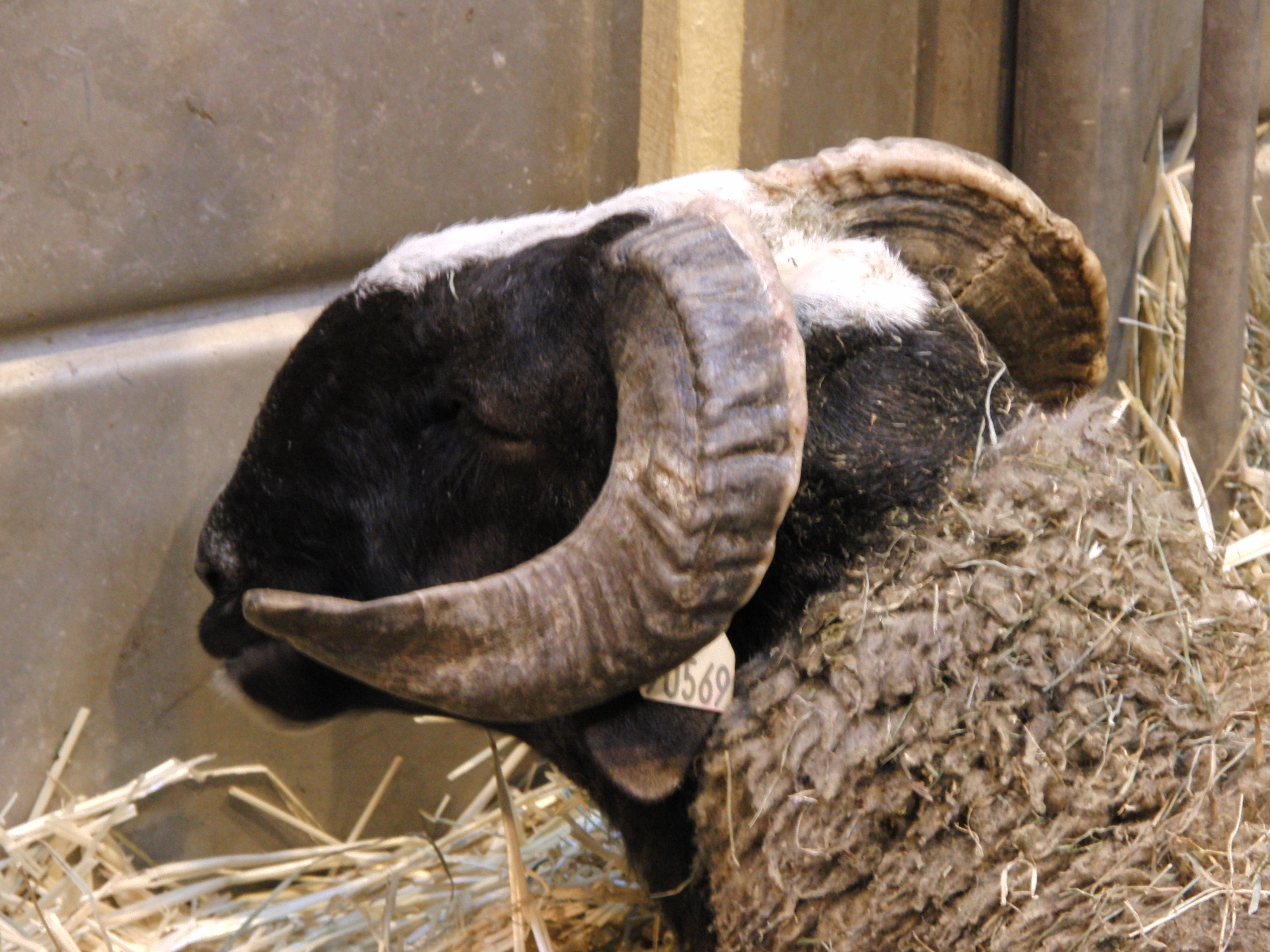
Tête d'un bélier bizet.

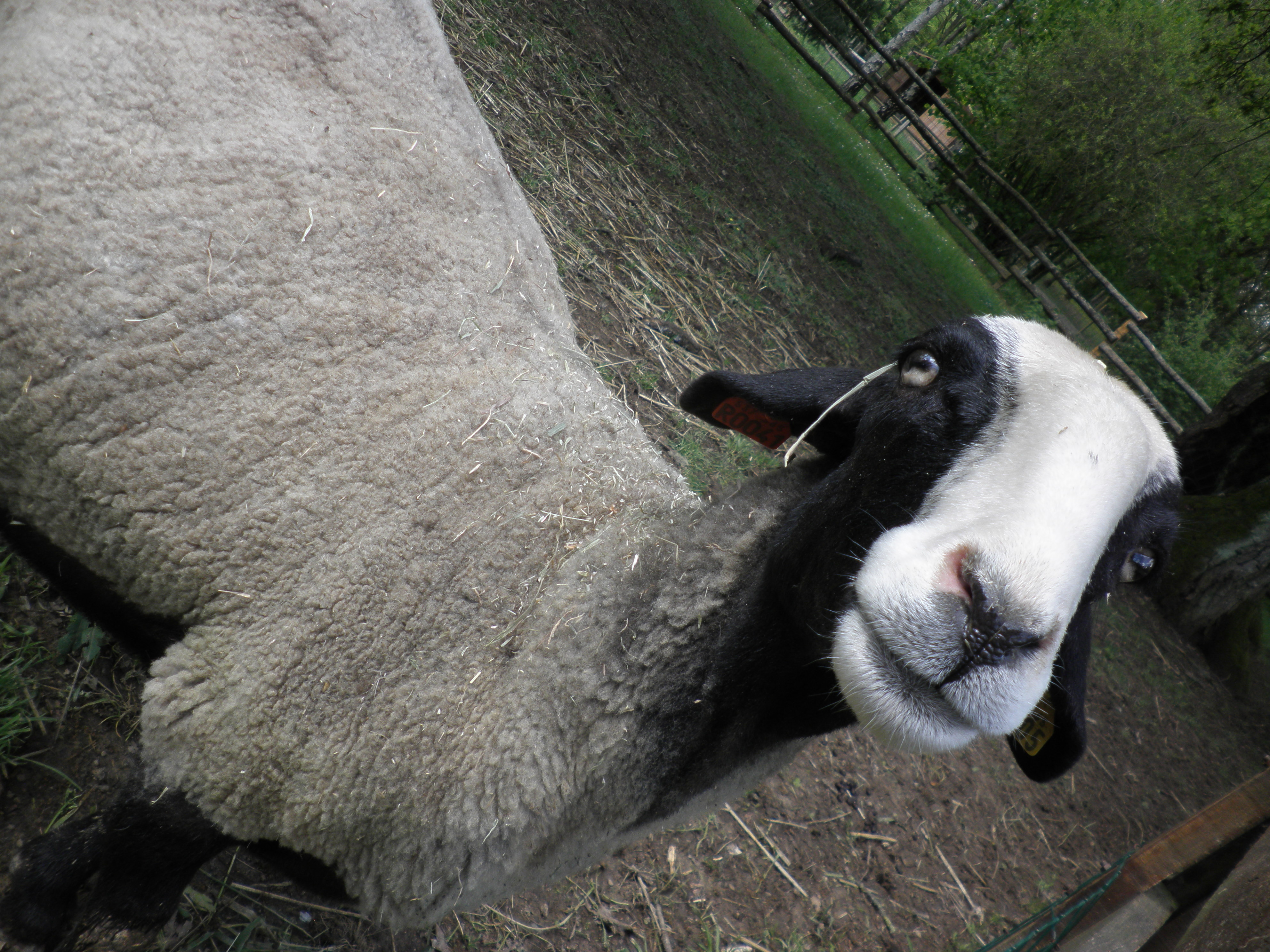
Mouton Bizet à Vasles (79).

La bizet a une tête fine avec un chanfrein busqué. Elle se caractérise principalement par la coloration particulière de sa tête, qui est noire avec une bande blanche en son milieu qui couvre le museau et le chanfrein et qui traverse le front et le chignon. Les muqueuses sont noires, et elle porte deux oreilles noires, courtes et dressées. Le mâle porte des cornes fines et assez longues, en spirales et se relevant à leur extrémité. Les femelles en sont dépourvues, ou portent juste parfois des embryons de cornes. Elle porte une toison couleur crème, qui ne couvre pas la tête ni la gorge ou les pattes, s'arrêtant aux deux tiers du jarret. Les pattes laissées ainsi à nu sont noires. Elles sont assez fines. La queue est blanche et assez fine.
La bizet est une brebis de gabarit moyen : la femelle pèse entre 50 et 60 kg et le mâle entre 80 et 95 kg.

## Aptitudes
La bizet est une race rustique, bonne marcheuse, et donc bien adaptée à son milieu d'origine, une zone de moyenne montagne avec des prairies faiblement productives. La toison de cette brebis est bien adaptée pour résister aux intempéries. Elle peut mobiliser ses réserves en cas de pénurie momentanée, puis les reconstituer assez rapidement. Elle se désaisonne très facilement, sans utilisation de traitements hormonaux, ce qui constitue un atout important puisqu'il est facile d'accélérer son rythme de reproduction. Cela permet d'augmenter un peu la productivité annuelle des brebis, handicapée par une prolificité moyenne de 159 %. C'est une race assez précoce qui peut agneler dès l'âge de 12 à 15 mois si elle est alimentée en conséquence. Elle a de bonnes qualités maternelles et une production laitière correcte. Les agneaux présentent une croissance modeste variant entre 170 et 215 g/j entre 10 et 30 jours. C'est une race docile qui est facilement manipulable.
La viande des agneaux bizets a la réputation d'être très savoureuse. La tradition orale prête à Louis XIV de n'avoir consommé qu'uniquement de la viande de bizet pour seule viande moutonne.

## Élevage
La bizet peut être intégrée à divers systèmes d'élevage. Ainsi, on la rencontre dans des exploitations pratiquant le plein air intégral, des systèmes classiques avec rentrée en bergerie l'hiver, ou des systèmes transhumants avec départ des animaux en estives l'été. La bonne capacité de désaisonnement de cette race permet de pratiquer des rythmes de reproduction accélérés, avec trois agnelages en deux ans. D'autres systèmes de reproduction existent chez les éleveurs de bizet, avec par exemple quatre agnelages en trois ans, ou un agnelage par an, généralement au printemps ou à l'automne. C'est donc une race qui présente une bonne souplesse d'exploitation. Suivant le système, les agneaux sont produits à l'herbe ou en bergerie. Ce sont des agneaux légers, avec des carcasses variant entre 16 et 18 kg. Pour améliorer la conformation de ces agneaux, certains éleveurs pratiquent des croisements avec des races à fortes aptitudes bouchères. Ils peuvent être valorisés sous diverses marques d’entreprise parmi lesquelles , Terre d´Agneaux et Grillonnet ou sous les deux signes officiels de qualité Label rouge Agneau de l´Adret et Agneau Fermier des Pays d'Oc.

## Sélection

Logo de l'UPRA Races Ovines des Massifs.

Le schéma de sélection de la race est géré par l’UPRA Races Ovines des Massifs, une structure qui s’occupe conjointement de 6 races ovines rustiques du Massif central : la blanche du Massif central, la limousine, la grivette, la rava, la noire du Velay et la bizet. La section bizet de cette UPRA gère le livre généalogique de la race et fixe les objectifs de sélection. Ceux-ci visent notamment à améliorer la prolificité des brebis, leur production laitière, et à conserver une certaine variabilité génétique au sein de cette race qui a été menacée de disparaître.
Le schéma de sélection de la race s'appuie sur 12 éleveurs qui détiennent 5 500 brebis. Il dispose également d'un centre d'élevage qui regroupe 50 à 60 béliers à Paysat-bas (Mazeyrat-d'Allier, Haute-Loire). Ceux-ci sont choisis sur leur ascendance, puis on contrôle en station leurs performances individuelles. Depuis 1999, un programme de gestion de la consanguinité est mis en place. Il consiste à limiter la durée d'utilisation des mâles, contrôler la diversité des béliers proposés aux éleveurs, et d'appuyer les éleveurs dans leur choix de bélier.

## Répartition

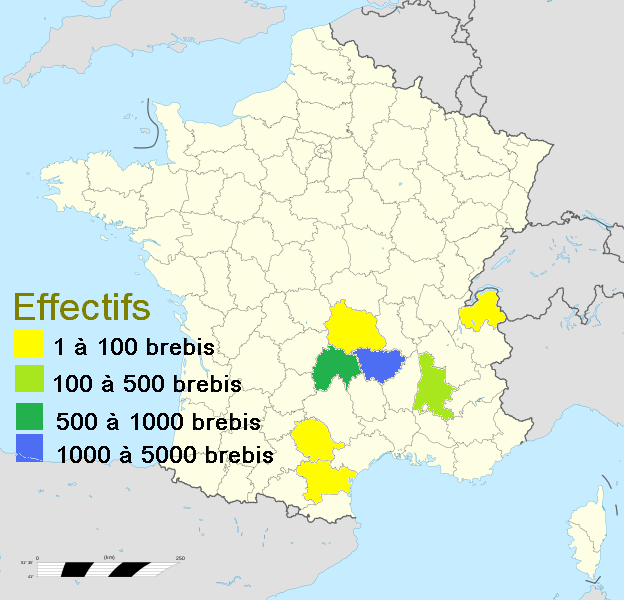
Effectifs des brebis en contrôle des performances par département en 2009.

Le berceau de la race se situe entre le Cantal et la Haute-Loire, dans une zone délimitée par Saint-Flour, le col du Lioran, Allanche, Brioude et Langeac. La bizet tient une place très importante dans ces départements. Par exemple, en 1963 et alors que ses effectifs ont déjà commencé à régresser, les 90 000 brebis bizets de Haute-Loire représentent tout de même 45 % des effectifs ovins de ce département.
À partir de 1948, un troupeau assez important est présent sur l'île longue, une île de l'archipel des Kerguelen. Très bien adapté face aux conditions de vie extrêmement difficiles, le troupeau compte environ 1 000 brebis en race pure. Sa présence dans l'archipel des Kerguelen donne son nom à Port-Bizet. À la suite de la création de la réserve naturelle nationale des Terres australes françaises, l'élimination du cheptel est décidée à la fin des années 2000 afin de préserver la faune et la flore locale.